# John Greig (patinador)
John Keiller Greig (Dundee, Escócia, 12 de junho de 1881 – Ballater, Escócia, 1971) foi um patinador artístico britânico. Ele terminou na quarta posição nos Jogos Olímpicos de Verão de 1908.

## Principais resultados
| Resultados                                            | Resultados      | Resultados    | Resultados      | Resultados      | Resultados    | Resultados    | Resultados    | Resultados    | Resultados    | Resultados    | Resultados    | Resultados    |
| Internacional                                         | Internacional   | Internacional | Internacional   | Internacional   | Internacional | Internacional | Internacional | Internacional | Internacional | Internacional | Internacional | Internacional |
| Evento/Temporada                                      | 1906– 1907      | 1907– 1908    | 1908– 1909      | 1909– 1910      |               |               |               |               |               |               |               |               |
| ----------------------------------------------------- | --------------- | ------------- | --------------- | --------------- | ------------- | ------------- | ------------- | ------------- | ------------- | ------------- | ------------- | ------------- |
| Jogos Olímpicos                                       |                 | 4.º           |                 |                 |               |               |               |               |               |               |               |               |
| Campeonato Europeu                                    |                 |               |                 | 4.º             |               |               |               |               |               |               |               |               |
| Nacional                                              |                 |               |                 |                 |               |               |               |               |               |               |               |               |
| Campeonato Britânico                                  | Medalha de ouro |               | Medalha de ouro | Medalha de ouro |               |               |               |               |               |               |               |               |
|                                                       |                 |               |                 |                 |               |               |               |               |               |               |               |               |
| Legenda: Competição não foi disputada nesta temporada |                 |               |                 |                 |               |               |               |               |               |               |               |               |